# Paratachys scitulus
Paratachys scitulus är en skalbaggsart som beskrevs av Leconte 1848. Paratachys scitulus ingår i släktet Paratachys och familjen jordlöpare. Inga underarter finns listade i Catalogue of Life.